# 遠藤商事・Holdings.
株式会社遠藤商事・Holdings.（えんどうしょうじホールディングス、英: ENDO HLDGS.co.,ltd.）は、ピザチェーン店である「NAPOLI」、「Napoli's PIZZA＆CAFFE」などを運営していた企業。
山形市に本社を持ち、石油卸業やガソリンスタンド経営などを手がけている遠藤商事とは無関係。

## 概要

### 格安ピザのフランチャイズで成功
2011年（平成23年）5月に株式会社遠藤商事として設立され、東京都武蔵野市吉祥寺に1号店となる「ピッツェリア バール ナポリ」を開業。当初この店はコンサルティングを任されるだけの予定であったが、経営自体を任されることに予定が変更されたという。当初はクレームが多かったが開業3ヶ月目以降評価が見直され、月商1000万円を稼ぐ人気店に成長。
これを足がかりに、2012年（平成24年）4月に渋谷に「マルゲリータ1枚350円」を謳った「Napoli's PIZZA＆CAFFE」1号店を開業した。その後もピザーラなど他社よりも安い初期投資費用や人員配置などで、フランチャイズ店を増やしていき、同年8月には株式会社エムグラントフードサービス（MFS）と提携し、エムグラントフードサービスが「Napoli's PIZZA＆CAFFE」のフランチャイズ展開を支援することを発表。この時期に当時の社長は、「1年で100店舗を展開する」とコメントしていた。
2014年（平成26年）1月に、商号を株式会社遠藤商事・Holdings.へ変更。2月には、機械で生地を伸ばすなどして約90秒で窯焼きピザが焼きあがるシステムの開発が評価され、中小企業庁長官賞を受賞。国内の他にも、バリ島、ベトナム、台北に出店したり、Jリーガーである我那覇和樹や巻誠一郎とのコラボ店舗を展開したり、あびる優プロデュースの新メニュー発売なども行った。「魚しげ」を展開していたタイガーシャークとも提携し、「大介丸」を展開した。
2016年（平成28年）9月期には25億円の売上を記録し、店舗数はフランチャイズを含めて80店舗にまで達した。テレビ番組などでも取り上げられた他、当時の社長がテレビ東京『日経スペシャル ガイアの夜明け』にも出演するなど、企業自体は順風満帆に見えるように思われた。

### 急激な出店による機能不全
社長の「100店舗展開」という拘りによる急激な出店によりフランチャイズは機能しなくなり（スーパーバイザーが不在だった）、それに伴い従業員の接客態度なども悪化（清掃が行き届かなったり、水を求めた客に従業員がミネラルウォーター購入を勧めるなど。中には客が殺到すると露骨に不機嫌になる従業員、敬語もまともに使えない従業員までいた）。そんな中でも信用力の低いオーナーの代わりに社長自らが物件の賃貸契約を結ぶケースも見られたが、これは偏に「100店舗展開」という社長の拘りであった。看板商品であった500円ピザも不採算となるなど、資金繰りや業績が悪化。再建策として、2015年（平成27年）頃から「大介丸」などピザ店以外の他業態店舗の展開を開始したが、ピザ店以外の運営ノウハウは全くなく、業績はさらに悪化の一途をたどった。資金繰りが悪化しても尚、社長は新規店舗出店予定のオーナーに対して物件が決まらない内から発注した窯の代金の振り込みを要求する有様であり、これは自転車操業に追い込まれていたことの裏付けである。
東京商工リサーチが算出している「リスクスコア」（倒産リスク指標）は、2016年（平成28年）5月は「6」（倒産確率は1.82 %）であったが、東京商工リサーチへの問い合わせが相次いだ同年9月には「4」（倒産確率は3.96 %）にまで下落していた。同年10月には本社を渋谷区猿楽町にあったラ・フェンテ代官山から目黒区八雲のマンションへ移転。
当時の社長は「生後3か月で木箱に入れられて川に流されているところを、寺の住職に発見される」「ユベントスユースチームを3年でクビに。イタリアを放浪しているときに、1枚のピザと出会い感動」「ピザを日本人の主食にしたい」「ライバルはマクドナルド」「夢は教科書に出ること」などと発言していたが、ある経済誌記者からは「このようなアピールを行い、かつ多角的経営を行う企業は、すなわち資金繰りが悪化しているという典型的な例である」と評された。

### 破産
2017年に入ってからは取引先への支払いが延滞するようになったと同時に、信用不安が表面化。遠藤商事・Holdings.との取引を停止にする業者も現れ、「大介丸」と「麺屋黒琥」で提携していたタイガーシャークとTOKYO LOUNGE INTERNATIONALは提携を解消し、「大介丸」の内直営1店舗はタイガーシャーク直営に移管されて再度「魚しげ」へ店名変更し、残る直営1店舗は遠藤商事・Holdings.運営のまま「魚英」へ店名変更した他、FC1店舗は独立して「大介丸」の店名を維持した。「麺屋黒琥」はTOKYO LOUNGE INTERNATIONAL直営となった。2017年4月28日に東京地方裁判所から破産手続開始決定を受けたと同時に全店舗が閉店。2016年9月時点では74店舗（直営店27店舗・FC店47店舗）を運営していた。
破産手続開始当日には社員が本社に押しかけた他、自由が丘駅前にあった直営店跡地の前で日本経済新聞の記者に取材料を要求した元社員もいたという。2017年4月21日にオープンしたばかりであったカルチュア・コンビニエンス・クラブとのコラボレーション店舗であった「Napoli's PIZZA＆CAFFE 熊本田崎」は開店からわずか6日で遠藤商事・Holdings.の経営破綻に巻き込まれた。「Napoli's PIZZA&CAFFE 福岡志免」と「Napoli's PIZZA＆CAFFE 熊本田崎」のFC企業であった九州TSUTAYAと子会社のニューコ・ワンは後に、同業のCANVASとFC契約を締結して11月に「Mean’s Pizza & Caffébar」の店舗として再オープンしている。5月から6月にかけても、福岡県新宮町、熊本市、那覇市に「NAPOLI」各1店舗を、墨田区菊川に「餃子の山」1店舗をそれぞれ開店させる予定であったが、経営破綻により実現しなかった。
否定的な意見として「社長は大口さえ何とかなれば支払いは遅れても大丈夫だろうという考えの持ち主であった」というものがあり、信用を軽視した経営方針が事業の継続を不可能にしたと言える。
遠藤商事・Holdings.が保有していた「NAPOLI」の商標権は、破産管財人から「名代宇奈とと」を運営している事業コンサルティング会社のG-FACTORY株式会社へ譲渡され、破産管財人から北海道・東京都・神奈川県・滋賀県・奈良県・愛媛県に所在する「NAPOLI」・「Napoli's PIZZA＆CAFFE」9店舗の各種権利も譲受した。この中には、創業店舗である「PIZZERIA BAR NAPOLI 吉祥寺」も含まれている。「NAPOLI」、「Napoli's PIZZA＆CAFFE」はG-FACTORY、愛知県名古屋市に本社がある株式会社ル・クール、ミツウロコグループホールディングスのグループ会社である三鱗事業株式会社の3社によって運営されている。
2018年5月1日に法人格が消滅。

## 展開していたブランド
G-FACTORY・ル・クール・三鱗事業へ譲渡
- NAPOLI
- Napoli's PIZZA＆CAFFE

経営破綻前に他社へ譲渡
- 麺屋黒琥
- 大介丸

経営破綻前に閉店
- 焼肉先生

経営破綻と同時に閉店
- DROP
- Barta
- 30カレーキッチン
- 魚英
- 餃子の山